# Wappen Grenadas
Das offizielle Staatswappen Grenadas wurde der Insel mit der Erlangung der Unabhängigkeit im Jahr 1974 verliehen.

## Beschreibung

Flagge Grenadas

Das Wappen zeigt einen Schild, der durch ein goldenes Kreuz, in dessen Mitte sich Kolumbus’ Schiff Santa Maria befindet, in vier Teile geteilt.
In dem ersten und dem letzten Feld – oben links und unten rechts – befindet sich der goldene britische Löwe vor rotem Grund.
In den anderen beiden Feldern befindet sich vor grünem Grund ein goldener Halbmond, aus dem eine Lilie wächst.
Auf dem Schild thront ein goldener Helm, auf dem sich ein Kranz aus Zweigen des Bougainvillea-Busches befinden. Innerhalb des Kranzes liegen sieben rote Rosen, die für die sieben Gemeinden Grenadas stehen.
Als Schildhalter dient ein Gürteltier, das vor einer Maisstange steht und auf der anderen Seite eine Taube, die vor einer Bananenstaude steht.
All das befindet sich auf einer grünen Landschaft mit einem See, auf der sich ein Spruchband mit dem englischen Nationalmotto Grenadas schlängelt:
„Ever conscious of God we aspire, build and advance as one people.“
(Immer auf Gott vertrauend streben, bauen und schreiten wir als ein Volk heran.)
Die Farben des Wappenschildes sind die gleichen wie in der Flagge Grenadas.

## Symbolik
Lilie und Halbmond im zweiten und dritten Feld sind die Symbole der Gottesmutter Maria.
Der Löwe im ersten und vierten Feld gilt als Zeichen der Stärke und erinnert an die ehemalige britische Oberherrschaft.
Die Schildhalter stehen für die Flora und die Fauna.
Das Postament bilden die höchste Erhebung, der Mount Saint Catherine, und der größte See, der Grand Etang Lake.